# Venus de’ Medici

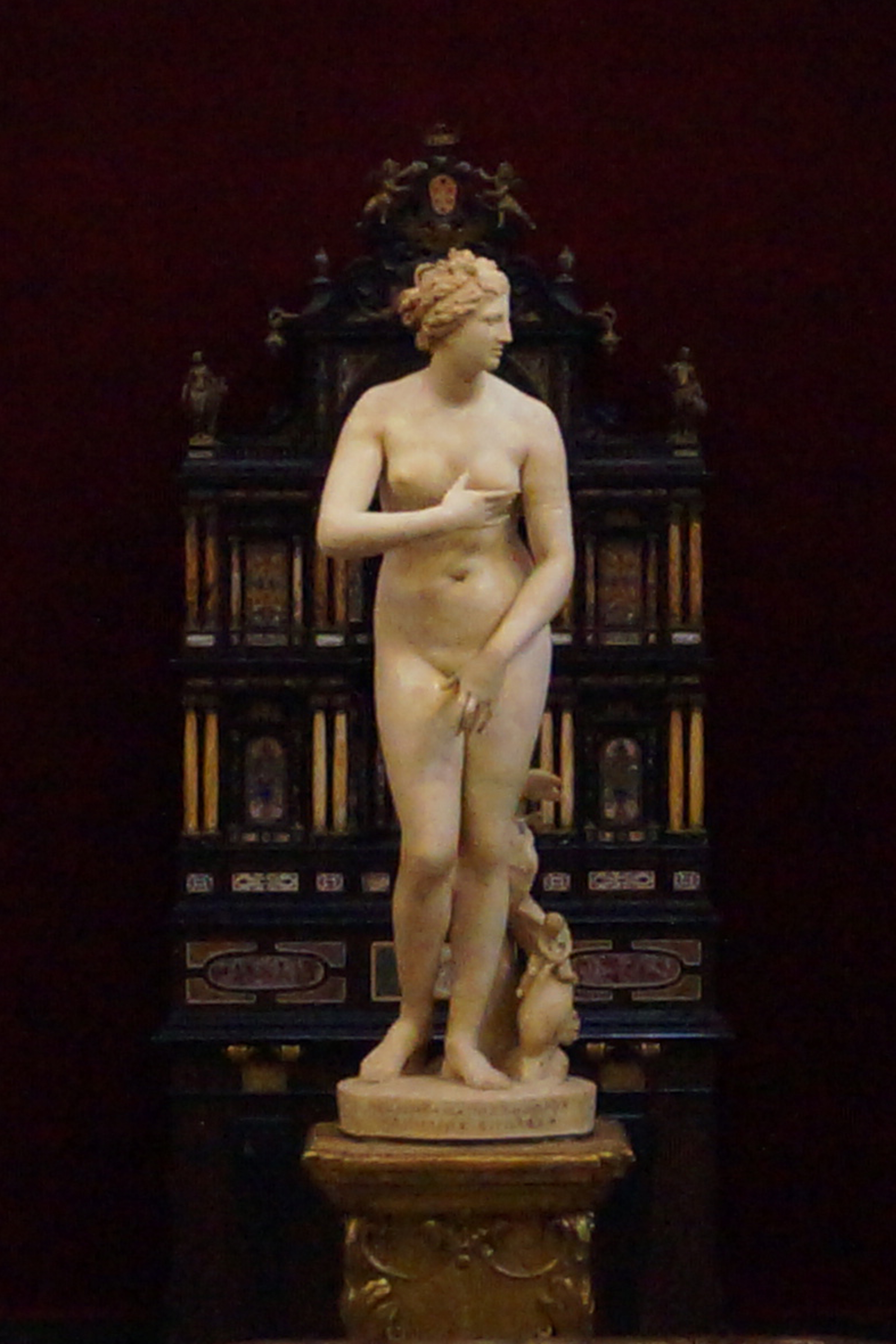
Venus Medici, Benennung in der Sammlung der Uffizien, Florenz

Die Venus Medici ist eine in Florenz ausgestellte antike Statue vom Typus der Venus pudica, der schamhaften Venus. Sie wird auch Venus de’ Medici und im Italienischen Venere de’ Medici genannt.

## Geschichte
Die Statue entstand im 1. Jahrhundert v. Chr. und gehört wie das mögliche Vorbild der Kapitolinischen Venus (Rom) in das Umfeld hellenistischer Umbildungen der Aphrodite von Knidos, deren Original um 350/40 v. Chr. von Praxiteles geschaffen wurde. Bei einer Höhe von 1,53 Meter ist die lebensgroße Statue aus Marmor 0,42 Meter breit und 0,56 Meter tief. Der separat angefügte Sockel trägt die (im 18. Jahrhundert hinzugefügte) Inschrift ΚΛΕΟΜΕΝΗΣ ΑΠΟΛΟΔΩΡΟΥ ΑΘΗΝΑΙΟΣ ΕΠΩΕΣΕΝ („Kleomenes, Sohn des Apollodoros aus Athen“).
Die genaue Herkunft ist unbekannt, doch legt die früheste Erwähnung der Statue in einem der Manuskripte des neapolitanischen Antiquars Pirro Ligorio nahe, dass die Skulptur vor 1550 bei den Trajansthermen in Rom gefunden wurde. Wohl bereits am Ende des 16. Jahrhunderts gelangte sie in den Besitz der Familie Medici; im Jahr 1638 wird sie erstmals gesichert erwähnt und ihr Standort in der Villa Medici in Rom dokumentiert. Im August 1677 wurde sie von Rom nach Florenz geschickt, wo sie 1688 in der Tribuna der Uffizien Aufstellung fand. Während dieses Transportes brachen Arme und Kopf sowie die Statuenstütze in Form eines kleinen Delphins, auf dessen Rücken zwei Eroten reiten. Nach 1800 kam sie unter Napoleon für zwölf Jahre nach Paris. Seit 1815 befindet sie sich unter der Inventarnummer 224 wieder in der Sammlung der Uffizien.
Chemische Analysen des Objektes ergaben, dass das Haupt der Statue ursprünglich goldene Blätter zierten. Sie hatte rote Lippen und Ohrlöcher.

## Verwendung des Figuren-Typus in der Malerei
Nicht die Venus Medici, aber eine Statue dieses Typus war Vorbild für das berühmte Gemälde Sandro Botticellis (1445–1510) Die Geburt der Venus (um 1486). Ein Gemälde mit einer Darstellung der Tribuna in den Uffizien des deutsch-britischen Malers Johann Zoffany aus den 1770er Jahren, heute im Besitz der Royal Collection der britischen Königsfamilie, demonstriert das hohe Maß an Bewunderung, das der Venus Medici neben den anderen in der Tribuna der Uffizien präsentierten Werken zukam. Dass sich Reproduktionen der Statue in verschiedenen Materialien, auch in Porzellan, in bildungsbürgerlichen Haushalten bis weit ins 19. Jahrhundert höchster Beliebtheit erfreuten, beweisen die Verse aus der "Frommen Helene" von Wilhelm Busch (1872), in denen ein Kater die auf dem Kamingesims aufgestellte Porzellanreplik der Venus Medici zum Absturz bringt: „Sehr in Ängsten sieht man ihn/ Aufwärts sausen am Kamin// Ach! - Die Venus ist perdü-/ Klickeradoms! - von Medici!“.

## Trivia
Eine Bronzekopie der Venus Medici aus dem 18. Jahrhundert gehörte zu den von Hermann Göring geraubten und in Carinhall aufbewahrten Kunstschätzen. Sie wurde zu Kriegsende im April 1945 im Großdöllner See versenkt, erst im Juli 1990 durch das Zentrale Kriminalamt der DDR geborgen und nach der deutschen Wiedervereinigung dem Eigentum des Bundes, organisiert in der Kunstverwaltung des Bundes, zugeordnet. Nach der Restaurierung durch die Werkstatt Haber & Brandner wurde sie 2012 im Foyer des Dienstsitzes Berlin des Bundesamtes für zentrale Dienste und offene Vermögensfragen (BADV) aufgestellt. Im Mai 2025 wurde bekannt, dass die Statue bereits im Juli 2024 nach einer Beschwerde der Gleichstellungsbeauftragten des BADV von ihrem Standort entfernt worden war: Die Statue könne „als sexistisch empfunden werden“ und es könne „sich deshalb Handlungsbedarf aufgrund des Bundesgleichstellungsgesetzes ergeben“. Kulturstaatsminister Wolfram Weimer bezeichnete diesen Vorgang als „Cancel Culture in Reinform“. Einen neuen Standort hat das Kunstwerk im Leipziger Grassi Museum für Angewandte Kunst gefunden.
Berlin: (hib/SCR) In der Debatte um die Entfernung einer Venus-Skulptur aus dem Eingangsbereich des Bundesamts für zentrale Dienste und offene Vermögensfragen (BADV) widerspricht die Bundesregierung der Darstellung, eine Beschwerde der Gleichstellungsbeauftragten des BADV sei der Grund dafür gewesen. Der Sachverhalt sei „nicht korrekt wiedergegeben“, entgegnet sie in ihrer Antwort (21/1153) auf eine Kleine Anfrage der AfD-Fraktion (21/952). „Begründung für die Entscheidung zur Rückgabe der Bronzeskulptur war explizit nicht die Wertung der Gleichstellungsbeauftragten“, heißt es darin weiter. Die Rückgabe der Bronzeskulptur an die Kunstverwaltung des Bundes erfolgte demnach aufgrund der Raumsituation, der geringen Frequentierung des Bereichs sowie eines geplanten Austauschs von Ausstellungsstücken. Die Entscheidung sei im Juli 2024 zusammen mit der Rückgabe weiterer Kunstgegenstände umgesetzt worden.